# Número de Aquiles

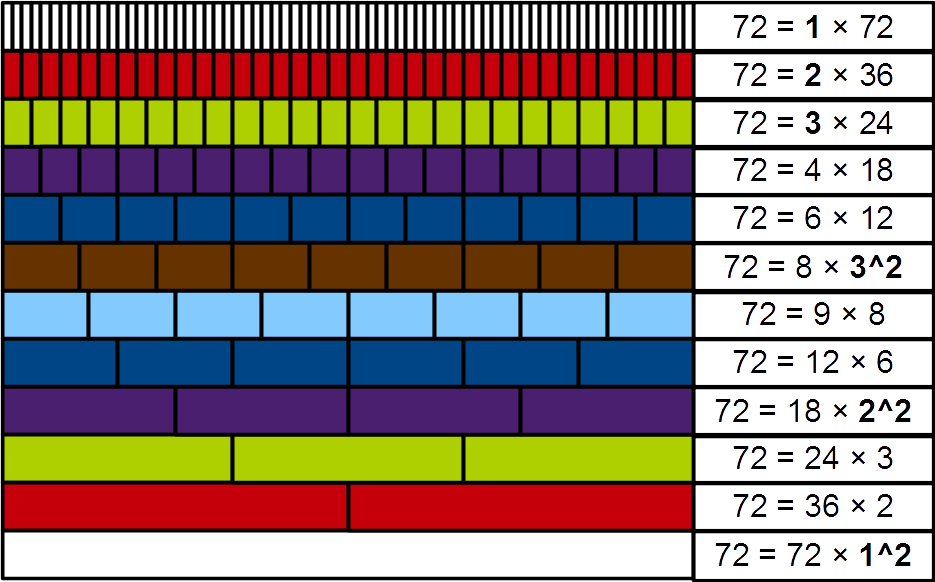
Demonstração, com uma régua de Cuisenaire, de que o número 72 é potente

Número de Aquiles é um número potente mas não uma potência perfeita. Um inteiro positivo n é um número potente se, para todo fator primo p de n, p2 é também um divisor. Em outras palavras, todo fator primo aparece no mínimo elevado ao quadrado na fatoração. Todos os números de Aquiles são potentes. Contudo, nem todos os números potentes são números de Aquiles: somente aqueles que não podem ser representados como mk, onde m e k são inteiros positivos maiores que 1.
Os números de Aquiles foram denominados por Henry Bottomley em memória de Aquiles, um herói da Guerra de Troia.

## Sequência de números de Aquiles
Um número n = p1a1 p2a2 … pkak é potente se min(a1, a2, …, ak) ≥ 2. Se adicionalmente mdc(a1, a2, …, ak) = 1 o número é um número de Aquiles.
Os números de Aquiles até 5000 são:
72, 108, 200, 288, 392, 432, 500, 648, 675, 800, 864, 968, 972, 1125, 1152, 1323, 1352, 1372, 1568, 1800, 1944, 2000, 2312, 2592, 2700, 2888, 3087, 3200, 3267, 3456, 3528, 3872, 3888, 4000, 4232, 4500, 4563, 4608, 5000 (sequência A052486 na OEIS).
O menor par de números de Aquiles consecutivos é:
5425069447 = 73 × 412 × 972
5425069448 = 23 × 260412

## Exemplos
108 é um número potente. Sua fatoração de inteiros é 22 · 33, e assim seus fatores primos são 2 e 3. Ambos 22 = 4 e 32 = 9 são divisores de 108. Contudo, 108 não pode ser representado como mk, onde m e k são inteiros positivos maiores que 1, e assim 108 é um número de Aquiles.
360 não é um número de Aquiles porque não é potente. Um de seus fatores primos é 5 mas 360 não é divisível por 52 = 25.
Finalmente, 784 não é um número de Aquiles. Ele é um número potente, porque não apenas são 2 e 7 seus únicos fatores primos, mas também 22 = 4 e 72 = 49 são seus divisores. No entanto, é uma potência perfeita:
{\displaystyle 784=2^{4}\cdot 7^{2}=(2^{2})^{2}\cdot 7^{2}=(2^{2}\cdot 7)^{2}=28^{2}.\,}
Assim, não é um número de Aquiles.